# Malatiná
Malatiná je obec na Slovensku, v okrese Dolný Kubín v Žilinském kraji, na Oravě. Žije v ní 819 obyvatel.

## Historie
První písemná zmínka o vesnici pochází z roku 1313. Ve vsi stojí římskokatolický kostel Všech svatých.

## Přírodní poměry
Obec leží v nadmořské výšce 803 metrů a její katastrální území má výměru 19,141 km².